# Vintersportssted
Et vintersportssted er et feriested for skisport og andre vinteridrætsgrene som for eksempel snowboard. I Europa er et vintersportssted typisk en by eller landsby beliggende i et skiområde – et bjergrigt område med skispor og servicering såsom hoteller eller anden indkvartering, restauranter, udlejning af udstyr og et system bestående af skilifte. I Nordamerika er det mere almindeligt, at vintersportssteder ligger et godt stykke fra nærmeste bymæssige bebyggelse, og begrebet skiområde benyttes som regel om et endeligt rejsemål, ofte bygget til formålet og selvdrevet, hvor skisport er hovedaktiviteten.